# Xa lộ Liên tiểu bang 79
Xa lộ Liên tiểu bang 81 (tiếng Anh: Interstate 81 hay viết tắt là I-81) là một xa lộ liên tiểu bang nội tiểu bang tại miền đông Hoa Kỳ, kéo dài từ Xa lộ Liên tiểu bang 77 tại Charleston, West Virginia đến Xa lộ Pennsylvania 5 và hành lang Xa lộ Pennsylvania 290 tại Erie, Pennsylvania. Đây là một xa lộ huyết mạch chính yếu đi qua phía tây tiểu bang Pennsylvania và West Virginia, cũng đóng vai trò như một hành lang xa lộ quan trọng đến thành phố Buffalo, New York và biên giới Canada.
Tại West Virginia, Xa lộ Liên tiểu bang 79 có tên gọi là Xa lộ cao tốc Jennings Randolph. Tại ba quận cực bắc nhất, xa lộ được cắm biển là một phần thuộc Hành lang Xa lộ Kỹ thuật cao. Qua phần lớn tiểu bang Pennsylvania, nó có tên là Xa lộ Raymond P. Shafer.

## Mô tả xa lộ
|               | dặm    | km     |
| ------------- | ------ | ------ |
| West Virginia | 160,52 | 258,49 |
| Pennsylvania  | 182,72 | 294,24 |
| Tổng số       | 343,24 | 552,39 |

Trừ điểm đầu phía bắc, I-79 nằm trên Cao nguyên Allegheny. Mặc dù địa hình có ghồ ghề, con đường tương đối bằng phẳng. Phần lớn xa lộ này nằm trên độ cao khoảng 1000 đến 1200 bộ (300 đến 360 mét) trên mực nước biển. Cũng có một số đoạn gần hai điểm đầu có độ cao thấp hơn và các đoạn cao hơn ở gần Sutton, West Virginia. Tại các khu vực đồi núi, con đường bằng phẳng được xây dựng đi theo các khúc cong quanh đồi dọc theo các đỉnh núi hay các thung lũng và sông.
I-79 bắt đầu tại một nút giao thông khác mức ba chiều với Xa lộ Liên tiểu bang 77 dọc theo bờ tây bắc của Sông Elk ngay đông bắc Charleston. Khoảng 67 dặm (108 km) đầu tiên của nó đến một điểm ngay phía nam Flatwoods, I-79 nằm trong lưu vực của Sông Elk là nơi nước đổ vào trong Sông Kanawha. Nó qua Sông Elk hai lần — tại Frametown và Sutton - và không bao giờ chạy xa con sông từ 15 đến 20 dặm (25 đến 30 km).
Từ Sutton đi hướng bắc, Xa lộ Liên tiểu bang 79 chạy gần như song song với con đường của Quốc lộ Hoa Kỳ 19. Từ khu vực giữa Washington và Xã Cranberry, Pennsylvania, I-79 đã thay thế chức năng của con đường tiền nhiệm của mình. Chỉ trong đoạn nằm trong địa giới thành phố Pittsburgh, Quốc lộ Hoa Kỳ 19 mới đảm nhận một số lượng xe cộ đáng kể trên chính con đường nó.

## Các xa lộ phụ trợ
- Xa lộ Liên tiểu bang 279 đi hướng đông nam từ Xa lộ Liên tiểu bang 79 tại các khu ngoại ô phía bắc của thành phố Pittsburgh đến Xa lộ Liên tiểu bang 376 tại phố chính thành phố Pittsburgh.
- Xa lộ Liên tiểu bang 579 đi hướng nam từ Xa lộ Liên tiểu bang 279 tại phía bắc thành phố Pittsburgh đến Cầu Liberty và Đại lộ Đồng Minh ngay ở phía đông phố chính thành phố Pittsburgh.